# Адзума (броненосный крейсер)
Адзума(яп. 吾妻) — броненосный крейсер японского императорского флота начала XX века. По основным характеристикам соответствовал броненосным крейсерам типа «Асама». Единственный японский броненосный крейсер, построенный во Франции. Назван в честь вулкана Адзума на острове Хонсю.

## Конструкция и вооружение
Хотя требования ко всем 6 крейсерам программы были одинаковые (водоизмещение до 10000 тонн, вооружение из 8- и 6-дюймовых орудий, скорость хода 20-21 узел), проектировщиков в выборе путей это не ограничивало, и построенные 3 пары кораблей достаточно сильно отличались. В случае с «Адзума» это выразилось в длинном и узком корпусе с высоким надводным бортом, двумя котельными отделениями, сдвинутыми к оконечностями, и сильно удалённой от первых двух дымовых труб третьей-как следствие, весьма характерный силуэт, заметно отличающийся от похожего «Якумо»
Основным вооружением «Адзума» были орудийные башни на носу и корме с парой 203 мм/45 орудий в каждой, с дальностью стрельбы до 18 км. Также имелись 8 152-мм/40 орудий в казематах и 4-за броневыми щитами,12 76-мм/40 и 8 47-мм/33 противоминной артиллерии. Броневой пояс длиной 64 м и толщиной 178 мм прикрывал жизненно важные элементы корабля.
Однако, в ходе эксплуатации выяснилось, что длинный крейсер может войти лишь в несколько имевшихся в Японии сухих доков, а броневой пояс, существенно более короткий, чем на кораблях типа «Асама» и «Идзумо»(64 м против 86,5 и 84 соответственно), сильно ослабил защиту.

## История службы
«Адзума» под командованием капитана 1-го ранга Фудзи Коити принимал участие в Русско-японской войне, действуя в составе второго боевого отряда(6 броненосных крейсеров, флаг вице-адмирала Х. Камимура на «Идзумо»). Во время боя в Корейском проливе получил 10 попаданий (8 раненых), в Цусимском сражении-7 203- и 305-мм снарядов, 4 152-мм и 4 75-мм (10 убитых, 30 раненых, серьёзные повреждения).
В марте 1904 года принял участие в первом походе к Владивостоку и обстреле города.
С 1914 — учебный корабль. Во время Первой Мировой войны на короткое время снова возвращён в строй, участвовал в проводке конвоев в Индийском Океане. С 1921 сняты 4 152-мм и все мелкие орудия. С 1941 — блокшив. 18.07.1945 получил тяжёлые повреждения при налёте американской авиации. Разобран в 1946 году.

## Командиры корабля
- капитан 1-го ранга Огура Бёитиро (Ogura, Byoichiro) — с 1 мая 1899 года по 29 октября 1900 года[1].
- капитан 1-го ранга Нарита Кацуро (Narita, Katsuro) — с 31 мая 1902 года по 26 сентября 1903 года[2].
- капитан 1-го ранга Фудзи Коити (Fujii, Koichi) — с 15 октября 1903 года по 12 января 1905 года[2].
- капитан 1-го ранга Мураками Какуити (Murakami, Kakuichi) — с 12 января по 5 августа 1905 года[3].
- капитан 1-го ранга Идэ Ринроку (Ide, Rinroku) — с 5 августа 1905 года по 30 августа 1906 года[4].
- капитан 1-го ранга Исибаси Хадзимэ (Ishibashi, Hajime) — с 30 августа по 24 декабря 1906 года[5].
- капитан 1-го ранга Камидзуми Токуя (Kamiizumi, Tokuya) — c 24 декабря 1906 года по 28 августа 1908 года[6].
- капитан 1-го ранга Кубота Хикосити (Kubota, Hikoshichi) — с 28 августа 1908 года по 14 февраля 1909 года[3].
- капитан 1-го ранга Цукияма Киётомо (Tsukiyama, Kiyotomo) — с 14 февраля по 1 октября 1909 года[3].
- капитан 1-го ранга Тотинай Содзиро (Tochinai, Sojiro) — с 1 октября 1909 года по 1 декабря 1909 года[7].
- капитан 1-го ранга Цутияма Тецудзо (Tsuchiyama, Tetsuzo) — с 1 апреля по 23 мая 1911 года[6].

## Галерея
- Почтовая карточка 1905
- Почтовая карточка 1905
- В Портсмуте, 1900